# Valerie Harper
Valerie Kathryn Harper (Suffern, 22 de agosto de 1939 - Los Angeles, 30 de agosto de 2019) foi uma atriz americana. Ela começou sua carreira como dançarina na Broadway, fazendo sua estreia no musical Take Me Along em 1959. Harper é mais lembrada por seu papel como Rhoda Morgenstern no The Mary Tyler Moore Show e seu derivado Rhoda na década de 1970. Por seu trabalho em Mary Tyler Moore, ela três vezes recebeu o Primetime Emmy Award de Melhor Atriz Coadjuvante em uma série de comédia e, mais tarde, recebeu o prêmio de Melhor Atriz Principal em uma série de comédia por seu trabalho em Rhoda.
De 1986 a 1987, Harper apareceu como Valerie Hogan na comédia Valerie . Suas aparições mais notáveis no cinema incluem papéis em Freebie and the Bean (1974) e Chapter Two (1979), os quais receberam suas indicações ao Globo de Ouro. Harper voltou ao trabalho de palco em sua carreira posterior, aparecendo em várias produções da Broadway. Em 2010, ela foi indicada ao Tony Award de Melhor Atriz em uma peça por sua atuação como Tallulah Bankhead na peça Looped.

## Vida pregressa
Harper nasceu em 22 de agosto de 1939 em Suffern, Nova York, filha de Iva Mildred e Howard Donald Harper. Seu pai era vendedor de iluminação e sua mãe, canadense, era enfermeira. Ela era a filha do meio de três irmãos, tinha uma irmã mais velha, Leah; um irmão mais novo, Merrill (que mais tarde adotou o nome "Don") e uma meia-irmã, Virginia, do segundo casamento de seu pai.  
Ela afirmou que seus pais estavam esperando um menino e, após sua chegada, seu nome e meio derivaram dos campeões de duplas femininas de tênis daquele ano, Valerie Scott e Kay Stammers. Ela era de ascendência francesa, inglesa, irlandesa, escocesa e galesa. Harper baseou seu personagem Rhoda Morgenstern em sua madrasta italiana, Angela Posillico, e Penny Ann Green (Joanna Greenberg), com quem ela dançou no musical Wildcat da Broadway. Ela foi criada como católica, embora em tenra idade ela tenha deixado de frequentar a igreja.
Sua família se mudava a cada dois anos devido ao trabalho de seu pai. Harper frequentou escolas em South Orange, Nova Jersey; Pasadena, Califórnia; Monroe, Michigan; Ashland, Oregon; e Jersey City, Nova Jersey. Quando sua família voltou ao Oregon, Harper permaneceu na área de Nova York para estudar balé. Frequentou a Lincoln High School em Jersey City, graduando-se na escola particular Young Professionals na West 56th Street, onde os colegas de classe incluíam Sal Mineo, Tuesday Weld e Carol Lynley.

## Carreira

### Dançarina da Broadway e improvisação
Harper começou sua carreira no show business como dançarina e coro na Broadway, e se apresentou em vários shows da Broadway, alguns coreografados por Michael Kidd, incluindo Wildcat (estrelado por Lucille Ball), Take Me Along (estrelado por Jackie Gleason) e Subways Are for Sleeping. No meio disso, ela também foi escalada em Destry Rides Again, mas foi forçada a deixar os ensaios devido a uma doença. Sua colega de quarto, a atriz Arlene Golonka, a apresentou ao teatro de improvisação de Second City e ao artista de improviso Dick Schaal, com quem Harper se casou mais tarde em 1965. Harper era madrasta da filha de Schaal, Wendy, também atriz. Eles moravam em Greenwich Village. Ela voltou à Broadway em fevereiro de 2010, interpretando Tallulah Bankhead em Looped, de Matthew Lombardo, no Lyceum Theatre.
Harper apareceu em parte na versão cinematográfica de Li'l Abner (1959), interpretando uma esposa Yokumberry Tonic. Ela entrou na televisão em um episódio da novela The Doctors ("Zip Guns can Kill"). Ela atuou em O preço de um Prazer  e no elenco de Paul Sills 'Story Theatre e excursionou com Second City junto com Schaal, Linda Lavin e outros, depois aparecendo em esboços na Playboy After Dark. Harper e Schaal se mudaram para Los Angeles em 1968 e co-escreveram um episódio de Love, American Style.

### Televisão

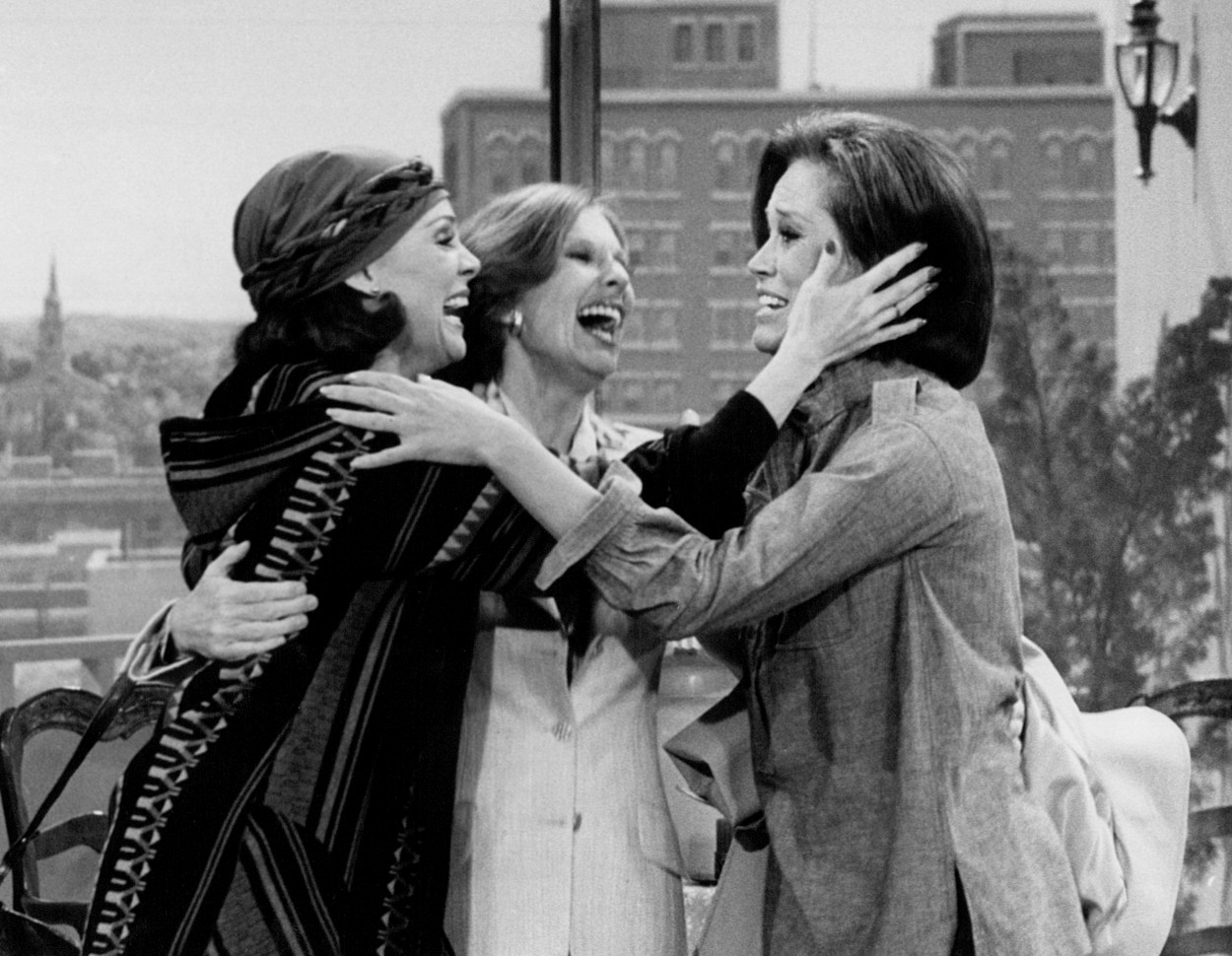
Harper com Mary Tyler Moore e Cloris Leachman no episódio final de The Mary Tyler Moore Show (1977)

Enquanto fazia teatro em Los Angeles em 1970, Harper foi convidada pelo agente de elenco Ethel Winant, que a chamou para fazer um teste para o papel de Rhoda Morgenstern no The Mary Tyler Moore Show. Ela co-estrelou de 1970 a 1974 e depois estrelou a série de spin-off Rhoda (CBS 1974-1978), na qual seu personagem retornou à cidade de Nova York.
Ela ganhou quatro prêmios Emmy e um Globo de Ouro por seu trabalho como Rhoda Morgenstern durante esse período. Em 2000, Harper se reuniu com Moore em Mary e Rhoda, um filme de TV que reuniu seus personagens novamente mais tarde na vida. A primeira temporada de Rhoda foi lançada em DVD em 21 de abril de 2009, pela Shout! Factory.
Ela foi indicada ao Globo de Ouro na categoria "Nova Estrela do Ano" por seu papel em Freebie e The Bean (1974). Harper foi uma estrela convidada no The Muppet Show em 1976, sua primeira temporada.

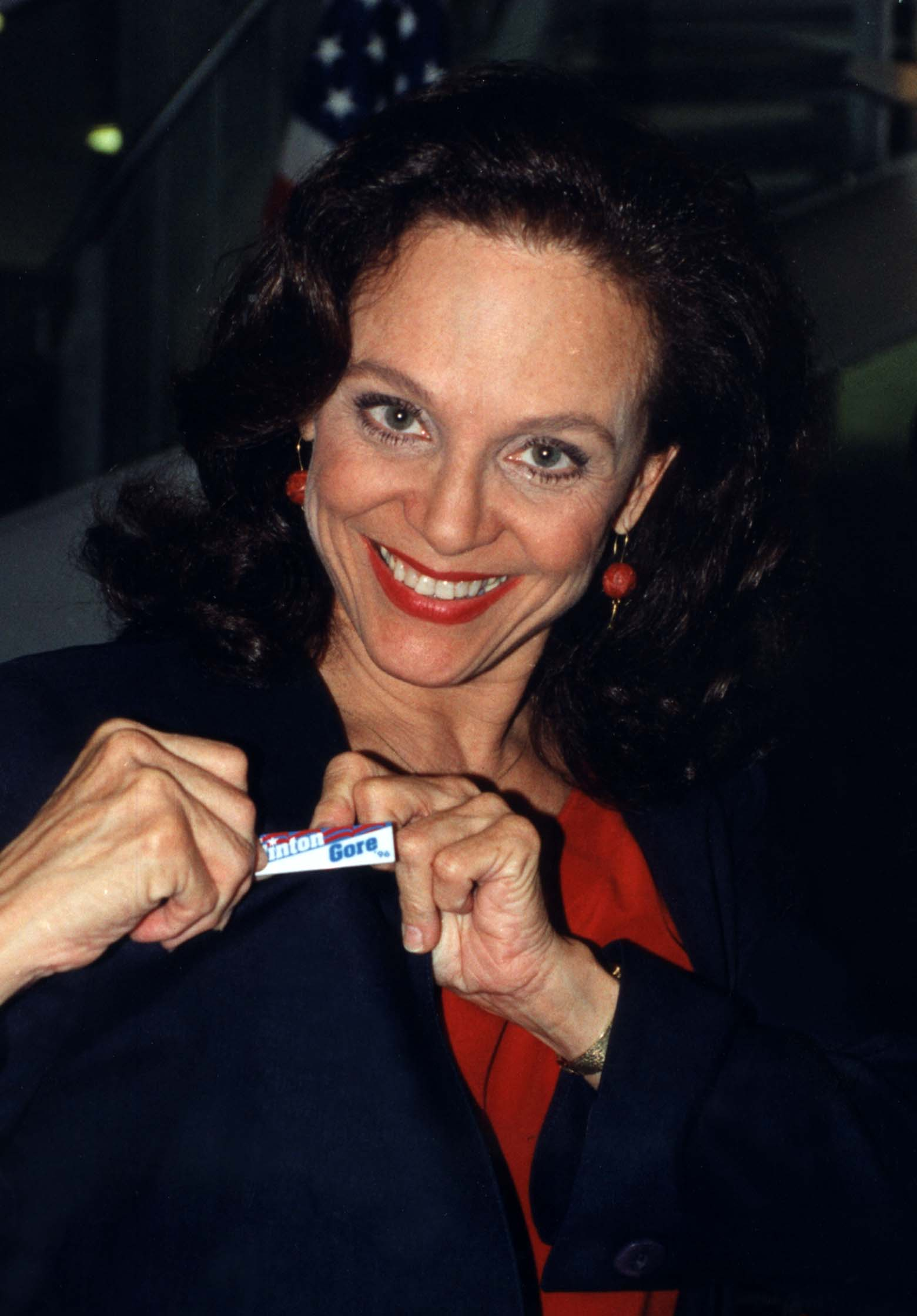
Harper em 1996

Harper voltou à comédia em 1986, quando interpretou a matriarca da família Valerie Hogan na série da NBC Valerie. Após uma disputa salarial com a NBC e a empresa de produção Lorimar em 1987, Harper foi demitida da série no final de sua segunda temporada. Harper processou a NBC e Lorimar por quebra de contrato. Suas alegações contra a NBC foram rejeitadas, mas o júri constatou que Lorimar a demitiu injustamente e concedeu a ela US $ 1,4 milhão mais 12,5% dos lucros do programa.  A série continuou sem ela com a explicação de que seu personagem havia morrido fora da tela.  Em 1987 a série foi renomeada de Família de Valerie para Família Hogan, pois Harper foi substituída pela atriz Sandy Duncan, que interpretou sua cunhada Sandy Hogan. NBC cancelou a Família Hogan em 1990, mas a CBS pegou a série para uma temporada final.
Harper apareceu em vários filmes de televisão, incluindo uma performance como Maggie em uma produção da peça de Michael Cristofer The Shadow Box, dirigida por Paul Newman, e em papéis convidados em séries como Melrose Place (1998) e Sex and the City (1999).

### Carreira posterior

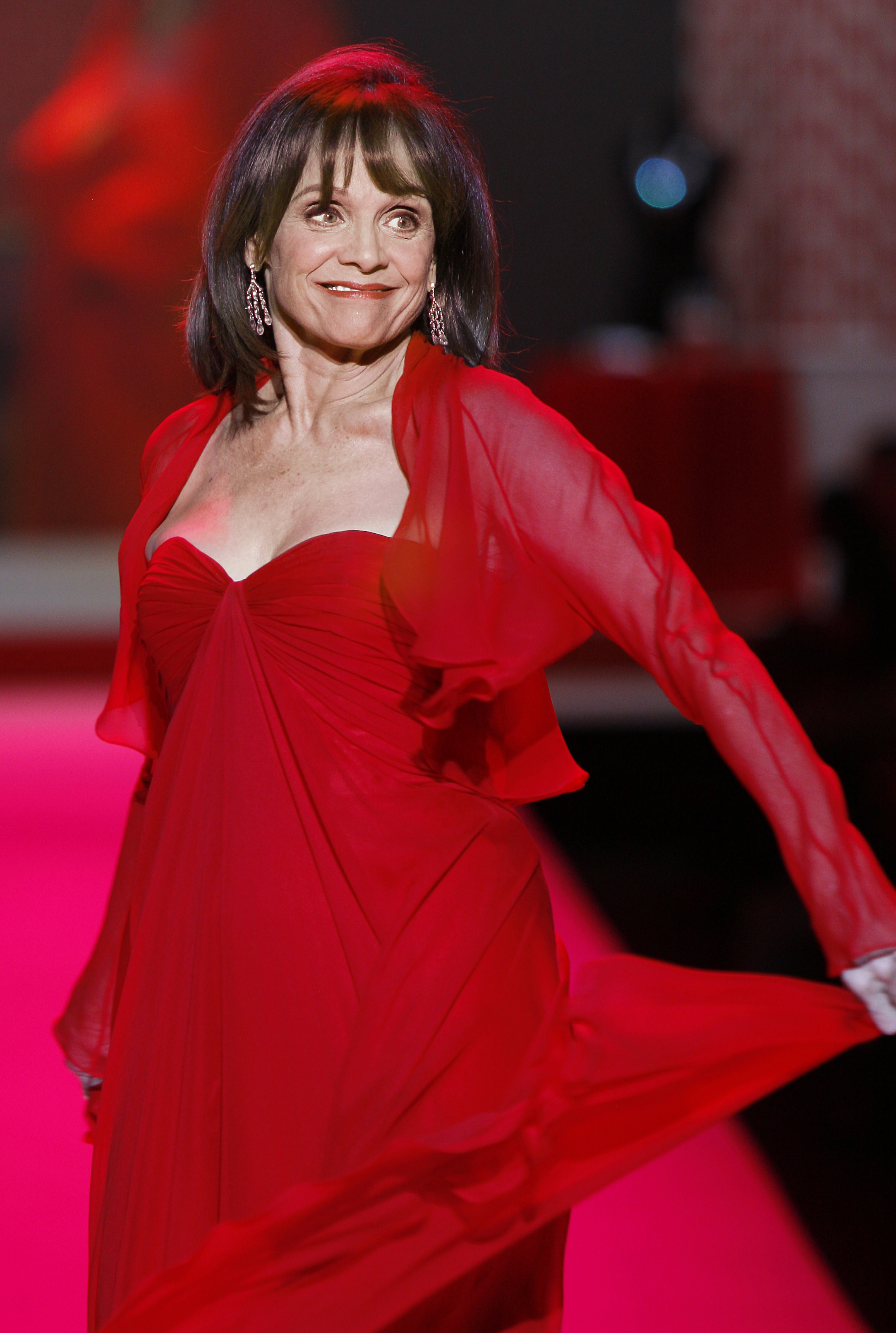
Harper em 2010 A Verdade do Coração

Harper era membro da Screen Actors Guild (SAG) e concorreu à presidência nas eleições de 2001, perdendo para Melissa Gilbert. Ela atuou no Conselho de Administração de Hollywood da SAG.
De 2005 a 2006, Harper interpretou Golda Meir em uma turnê nacional dos Estados Unidos pelo drama Golda's Balcony. Um filme desta produção foi lançado em 2007.
Ela interpretou Tallulah Bankhead na produção mundial de Looped de Matthew Lombardo no Pasadena Playhouse de 27 de junho a 3 de agosto de 2008. A produção foi transferida para o Arena Stage, em Washington, DC, em 2009. Em seguida, foi exibida brevemente na Broadway no Lyceum Theatre, de fevereiro a abril de 2010, pelo qual recebeu uma indicação ao Tony Award. Harper continuaria no papel em uma turnê nacional a partir de janeiro de 2013, mas se retirou da produção devido à sua saúde.
Ela interpretou Claire Bremmer, tia de Susan Delfino (Teri Hatcher), em Desperate Housewives da ABC em 2011.
Em 4 de setembro de 2013, Harper foi anunciada como participante da 17ª temporada de Dancing with the Stars. Ela fez parceria com o dançarino profissional Tristan MacManus. Harper e MacManus foram eliminados do programa em 7 de outubro de 2013.
Harper apareceu como o personagem Wanda, na série americana Liza on Demand, no episódio de 11 de julho de 2018: "Dia dos Namorados".

### Ativismo e trabalho de caridade
Nas décadas de 1970 e 1980  Harper esteve envolvida no Movimento de Libertação das Mulheres e foi um defensor da Emenda dos Direitos Iguais . Com Dennis Weaver, ela co-fundou a LIFE em 1983, uma instituição de caridade que alimentava milhares de necessitados em Los Angeles.

## Vida pessoal
Harper casou-se com o ator Richard Schaal em 1964. Eles se divorciaram em 1978. Harper casou-se com Tony Cacciotti em 1987, e adotaram uma filha.

## Doença e morte
Em 2009, Harper foi diagnosticada com câncer de pulmão. Ela anunciou em 6 de março de 2013 que os testes de uma internação em janeiro revelaram que ela tinha carcinomatose leptomeníngea, uma condição rara na qual as células cancerígenas se espalham pelas meninges, as membranas que circundam o cérebro. Ela disse que seus médicos deram a ela apenas três meses de expectativa de vida. Embora a doença tenha sido relatada como incurável, seus médicos disseram que a estavam tratando com quimioterapia, em um esforço para retardar seu progresso. Em abril de 2014, Harper disse que estava respondendo bem ao tratamento. Em 30 de julho de 2015, Harper foi hospitalizado no Maine após cair inconsciente e levado para um hospital maior para tratamento adicional. Mais tarde, ela recebeu alta.
Em 2016, Harper continuou lutando contra o câncer com tratamento no Cedars-Sinai Medical Center mas estava bem o suficiente para aparecer em um curta-metragem, My Mom and the Girl, baseado nas experiências da diretora e escritora Susie Singer Carter, cuja mãe tinha Alzheimer. Em setembro de 2017, ela fez o seguinte comentário: "As pessoas estão dizendo: 'Ela está a caminho da morte e rapidamente' '. Agora são cinco anos em vez de três meses. . . Eu vou lutar contra isso. Eu vou ver uma maneira." Na época, Harper estava desenvolvendo uma série de televisão com Carter. Em julho de 2019, Harper estava em um regime de "uma infinidade de medicamentos e drogas quimioterápicas" e experimentava "desafios físicos e dolorosos extremos" que exigem "assistência 24 horas por dia, sete dias por semana".
Harper morreu na manhã de 30 de agosto de 2019, em Los Angeles, oito dias após seu aniversário de 80 anos.

## Filmografia

### Filmes
| Ano  | Título                                     | Personagem                     | Notas                                                          |
| ---- | ------------------------------------------ | ------------------------------ | -------------------------------------------------------------- |
| 1956 | Rock, Rock, Rock!                          | Dancer at Prom (não creditado) |                                                                |
| 1959 | Li'l Abner                                 | Esposa de Luke (não creditado) |                                                                |
| 1963 | Trash Program                              | Wife (voz, não creditado)      | curta                                                          |
| 1969 | With a Feminine Touch                      |                                |                                                                |
| 1973 | The Shape of Things                        | Ela mesma                      | Filme de TV                                                    |
| 1974 | Thursday's Game                            | Ann Menzente                   | Filme de TV                                                    |
| 1974 | Freebie and the Bean                       | Consuelo                       | Indicada — Globo de Ouro de melhor atriz revelação             |
| 1977 | Night Terror                               | Carol Turner                   | Filme de TV                                                    |
| 1979 | Chapter Two                                | Faye Medwick                   | Indicada — Globo de Ouro de melhor atriz coadjuvante em cinema |
| 1980 | The Last Married Couple in America         | Barbara                        |                                                                |
| 1980 | Fun and Games                              | Carol Hefferman                | Filme de TV                                                    |
| 1980 | The Shadow Box                             | Maggie                         | Filme de TV                                                    |
| 1981 | The Day the Loving Stopped                 | Norma Danner                   | Filme de TV                                                    |
| 1982 | Farrell for the People                     | Elizabeth "Liz" Farrell        | Filme de TV                                                    |
| 1982 | Don't Go to Sleep                          | Laura                          | Filme de TV                                                    |
| 1983 | An Invasion of Privacy                     | Kate Bianchi                   | Filme de TV                                                    |
| 1984 | Blame It on Rio                            | Karen Hollis                   |                                                                |
| 1985 | The Execution                              | Hannah Epstein                 | Filme de TV                                                    |
| 1987 | Strange Voices                             | Lynn Glover                    | Filme de TV                                                    |
| 1988 | Drop-Out Mother                            | Nora Cromwell                  | Filme de TV                                                    |
| 1988 | The People Across the Lake                 | Rachel Yoman                   | Filme de TV                                                    |
| 1990 | Stolen: One Husband                        | Katherine Slade                | Filme de TV                                                    |
| 1991 | Perry Mason: The Case of the Fatal Fashion | Dyan Draper                    | Filme de TV                                                    |
| 1993 | The Poetry Hall of Fame                    | Herself                        | Filme de TV                                                    |
| 1994 | A Friend to Die For                        | Mrs. Delvecchio                | Filme de TV                                                    |
| 1995 | The Great Mom Swap                         | Grace Venessi                  | Filme de TV                                                    |
| 1997 | Dog's Best Friend                          | Chicken (voice)                | Filme de TV                                                    |
| 2000 | Mary and Rhoda                             | Rhoda Morgenstern-Rousseau     | Filme de TV                                                    |
| 2002 | Dancing at the Harvest Moon                | Claire                         | Filme de TV                                                    |
| 2007 | Golda's Balcony                            | Golda Meir                     |                                                                |
| 2011 | Shiver                                     | Audrey Alden                   |                                                                |
| 2011 | My Future Boyfriend                        | Bobbi Moreau                   | Filme de TV                                                    |
| 2011 | Fixing Pete                                | Mrs. Friedlander               | Filme de TV                                                    |
| 2011 | Certainty                                  | Kathryn                        |                                                                |
| 2014 | The Town That Came A-Courtin'              | Charlotte                      | Filme de TV                                                    |
| 2015 | Merry Xmas                                 | Mother                         | curta de 7 minutos                                             |
| 2016 | My Mom and the Girl                        | Norma/Nanny                    | curta de 12 minutos                                            |
| 2016 | Stars in Shorts: No Ordinary Love          | Mother                         | Merry Xmas segment                                             |